# Werner Rosenbaum
Werner Rosenbaum   (Múnic, 23 de juliol de 1927 - 27 de juliol de 2008) fou un jugador d'hoquei sobre herba alemany que va competir durant la dècada de 1950.
El 1952 va prendre part en els Jocs Olímpics d'Estiu de Hèlsinki, on fou cinquè en la competició d'hoquei sobre herba. Quatre anys més tard, als Jocs de Melbourne, guanyà la medalla de bronze en la mateixa competició.
Entre 1951 i 1959 va disputar 43 partits internacionals. El 1954 va formar part de l'equip alemany que guanyà el Campionat d'Europa no oficial. A nivell de clubs va jugar al HC Wacker München, amb qui fou subcampió de la lliga alemanya del 1952 i el 1955.